# Рапп, Виктор Иванович
Виктор Иванович Рапп (также фон дер Ропп; 1870 — неизвестно) — книгоиздатель и общественный деятель. Совладелец книжного издательства «В. И. Рапп и В. И. Потапов». Член правления Харьковской общественной библиотеки. Первый муж поэтессы Лидии Трушевой (позднее Бердяевой).

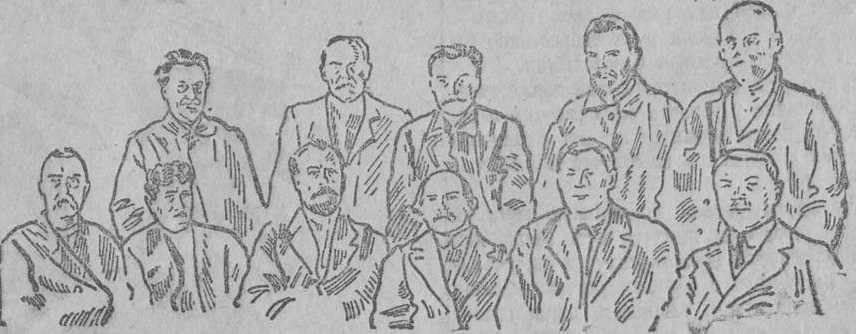
Виктор Рапп, крайний справа, на памятной встречи участников первой маёвки в Харькове. 1925 год

Виктор Рапп родился в 1870 году в Орле, в семье потомственного дворянина. По одной из версий, принадлежал к остзейскому баронскому роду Роппов. Образование получил в Харьковском реальном училище, по окончании которого работал ревизором в Харьковской контрольной палате. В 1900 году, совместно с дворянином Владимиром Потаповым, основал издательство «В. И. Рапп и В. И. Потапов», которое специализировалось на издании «дешёвой художественной литературы для народа».
Как издатель, контактировал со многими писателями и обсуждал возможность публикации их работ. Так 15 июля 1900 года, вместе с Потаповым, посетил в Мануйловке писателя Максима Горького, с которым обговаривали возможность публикации его произведений.
В Государственном литературном музее хранится переписка Раппа с писательницей Валентиной Дмитриевой, произведения которой публиковало издательство «В. И. Рапп и В. И. Потапов».
С 1900 года член Харьковской общественной библиотеки, избирался членом правления в 1906—1907 годах. После шестилетнего перерыва, был избран кандидатом в члены правления 13 февраля 1913 года. В следующем году был избран членом правления и состоял им до 1918 года.
Занимался каталогом библиотеки, вместе с Алексеем Анцыферовым, Валерием Патоковым и Сергеем Сабининым, заведовал над разделами: «Правоведение», «Детская и народная литература». Занимался комплектованием фонда юридической литературы. Для этого ознакомлялся с книгами, присылаемыми книжными магазинами А. Дредера, Ф. А. Иогансона и И. Д. Сытина.
Контролировал работу абонемента, кабинета для чтения и книгохранилища. Заведовал «3-м разрядом». Уделял особое внимание проблеме сохранности фонда, занимался отправкой дефектных книг на переплёт.
Когда встал вопрос о книжной торговле при библиотеке, стал одним из её организаторов. После начала Первой Мировой войны занимался обслуживанием бесплатными абонементами раненых в лазаретах и детей, родители которых ушли на фронт. Когда библиотека испытывала финансовые трудности в 1917—1918 годах, занялся поиском дополнительных источников финансирования и привлечением новых членов библиотеки.
Был членом РСДРП, неоднократно арестовывался царской охранкой. Принимал участие в организации первой маёвки в Харькове в 1900 году. Через 25 лет принимал участие в праздновании 25-летия маёвки, организованном харьковским Истпартом.
Виктора Раппа в своих детских воспоминаниях упоминает Николай Волков-Муромцев. Будучи братом главноуправляющего у Волковых-Муромцевых, он почти каждое лето гостил в их деревне Глубокое и, иногда, бывал в Хмелите.